# Poorya Nazari
Poorya Nazari (Richmond Hill, 1º luglio 1986) è un giocatore di poker canadese.
Il suo miglior risultato ottenuto all'European Poker Tour è il 1º posto nella stagione 2008/2009 all'evento di Nassau, dove ha vinto 3000000 $.